# Дорш, Катарина
Катарина Дорш (нем. Katharina "Käthe" Dorsch, 29 декабря 1890, Ноймаркт, Бавария — 25 декабря 1957, Вена) — немецкая актриса театра и кино.

## Биография

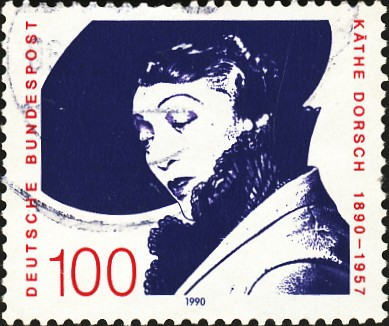
Кете Дорш на почтовой марке Deutsche Bundespost, 1990 г.

Катарина Дорш родилась 29 декабря 1890 года в 17:30 в баварском городке Ноймаркт-ин-дер-Оберпфальц; она дочь Кристофа Дорша (умер в 1901 г.), помощника пекаря, и Магдалены Дорш (урождённой Линдл). Её семья переехала в Нюрнберг, когда ей было три года. Дорш посещала профессиональное училище, брала уроки игры на фортепиано и впервые выступила в качестве певицы хора в Государственном театре в 15 лет, исполнив «Нюрнбергские мейстерзингеры» Вагнера. Позднее она также выступала в Ханау и Мангейме, в основном участвуя в опереттах.
Первой крупной ролью Дорш стала роль Эннхен в драме Макса Хальбе «Юность», где она заменила заболевшую коллегу. Несмотря на негативное отношение Дорш к оперетте, по финансовым причинам в 1908 году она решила посвятить себя карьере субретки-сопрано в Майнце, а в 1911 году отправилась в Берлин, чтобы выступать в Театре на Шиффбауэрдамм. Дорш также работала в Театре Резиденц, Немецком театре и Концертхаусе в Берлине. В 1927 году она отправилась в Вену, где выступала в Фолькстеатре. Она появилась в пьесе Карла Цукмайера «Шиндерханнес» в 1927 году. Наибольшего успеха она добилась в главной роли в оперетте Франца Легара «Фридерика», премьера которой состоялась 4 октября 1928 года в Новом драматическом театре.
В 1936 году Дорш появилась в Государственном театре в Берлине и была членом Бургтеатра с 1939 года до своей смерти. В 1946 году она вернулась на берлинскую сцену.
Помимо своей продолжительной сценической карьеры, Дорш также появлялась на экране. Её дебют в кино состоялся в короткометражном фильме 1916 года «Allzuviel ist ungesund» (Слишком много вредно для здоровья). Она снялась во многих фильмах, прежде чем в 1924 году взяла перерыв. В 1930 году она вернулась в киноиндустрию, сыграв главную роль в фильме «Die Lindenwirtin», за которым последовал фильм «Три дня любви» (1931). Её последнее появление на экране состоялось в фильме «Регина» (1956).

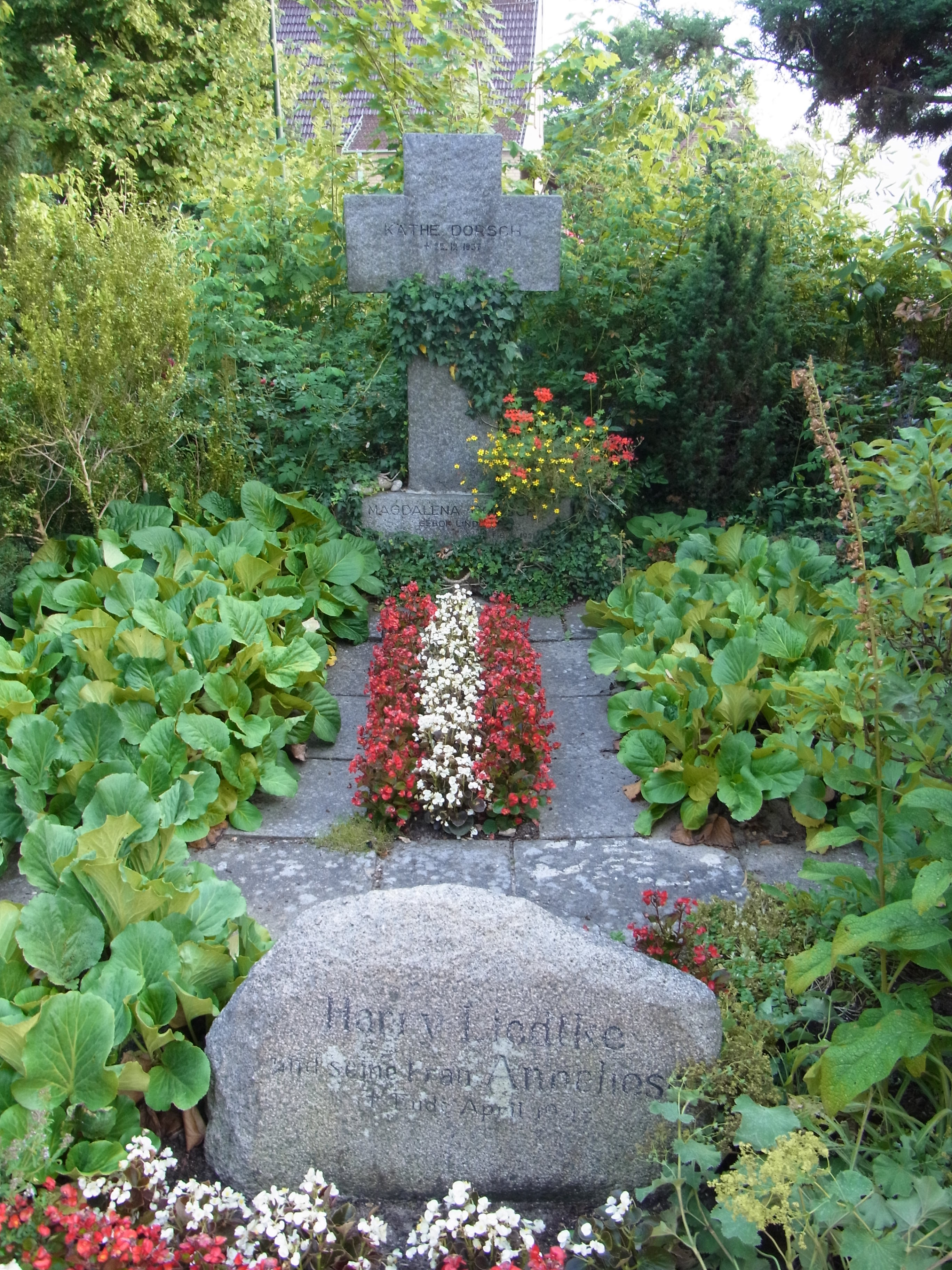
Могила Гарри Лидтке и его супруг Кете Дорш и Кристы Торди в Пескове, Бад-Заров

Дорш и её друг детства Герман Геринг воспользовались возможностью вмешаться в дела коллег, подвергавшихся расовым или политическим преследованиям, таких как артист кабаре Вернер Финк, который был освобождён из концлагеря Эстервеген 1 июля 1935 года.
В 1946 году Дорш дала пощёчину 24-летнему критику Вольфгангу Хариху за то, что он написал плохую рецензию на одну из её пьес. В 1951 году она дала пощёчину Александру Трояну за то, что он высмеивал людей, родившихся под знаком Козерога. В 1956 году она произвела сенсацию в СМИ, когда дала пощёчину австрийскому театральному критику Гансу Вайгелю перед венским кафе. 
В 1920 году Дорш вышла замуж за актёра Гарри Лидтке. Они развелись в 1928 году. Связь с Лидтке вышла за рамки развода; Дорш так и не смогла пережить убийство Лидтке в 1945 году солдатами Красной Армии.
Дорш умерла 25 декабря 1957 года от болезни печени. Она похоронена на кладбище Бад-Заров-Песков рядом с бывшим мужем Гарри Лидтке и его женой Кристой Торди. Памятник ей стоит на кладбище Вальдфридхоф-Далем в Берлине.
В 1962 году в её честь в Вене была названа улица Кете-Дорш-Гассе. В 1966 году в Гропиусштадте высотное здание получило название Кете-Дорш-Ринг.